# Khamseh
Khamseh (en persa: ایلات خمسه‎) es una confederación tribal de la provincia de Fars, en el suroeste de Irán. Está formada por cinco tribus, de ahí su nombre, «las cinco». Las tribus siguen siendo nómadas, algunas son persa-hablantes (basseris), otras árabes, y otras hablan kashgai (inalu, baharlu y nafar).